# Мэсси, Уильям Годфрей Данем
Уильям Годфрей Данем Мэсси (англ. William Godfrey Dunham Massy; 24 ноября 1838 — 20 сентября 1906) — британский военачальник, генерал-лейтенант, участник Крымской войны, отличившийся при штурма Большого Редана. Впоследствии служил в Индии, прошёл несколько сражений Второй англо-афганской войны, был отстранён от командования после сражений у Шерпурского кантонмента, но вскоре оправдан герцогом Кембриджским и награждён Афганской медалью.

## Ранние годы
Мэсси родился в имении Грантстоун-Холл в графстве Типперери (Ирландия), в семье майора Генри Уильяма Мэсси и Марии Кэхилл. Его младшими братьями были подполковник Чарльз Фрэнсис Мэсси, полковник Гарри Стэнли Мэсси (1855—1920) и полковник Перси Хью Хэмон Мэсси (1857—1939). Он обучался у частных учителей, а в 1854 году поступил в дублинский Тринити-колледж. Однако, уже в 1854 году он вступил в армию в звании энсина. Его определили в 19-й пехотный полк и уже в феврале 1855 года он получил звание лейтенанта. В это время шла Крымская война и Мэсси успел принять участие в Сражении на Чёрной речке и в последних боях осады Севастополя, в частности в сражении за Большой Редан. В этом сражении Мэсси принял командование гренадерской ротой, когда все офицеры были перебиты, и смог взять редан, но уже через час гренадеры были выбиты контратакой русских. Мэсси был ранен в обе ноги, спасён на следующее утро, и его храбрость была отмечена в донесениях. Он стал известен как «Мэсси-Редан». Впоследствии он был награждён британской Крымской медалью и турецкой Крымской медалью.
В марте 1856 года Мэсси вернулся в Дублин, где ушёл в отпуск по состоянию здоровья. Он продолжил учиться в Тринити-Колледже и окончил его в 1859 года со степенью бакалавра. В 1873 году он получил почётную докторскую степень. ранение ноги продолжали создавать ему проблему, поэтому он покинул пехоту. В марте 1858 года он перешёл в 5-й ирландский уланский полк в звании капитана, в январе 1863 года стал майором, а я 1867 по 1871 год служил генерал-адъютантом в Индии. В октябре 1871 года он получил звание подполковника. Он командовал 5-м уланским с 1871 по 1879 год. В октября он получил звание полковника, и с 1879 по 1884 год командовал кавалерийской бригадой в Индии.

## В Индии
Когда афганцы разгромили британскую миссию в Кабуле и убили посла Пьера Каваньяри, в Афганистан была отправлена дивизия генерала Робертса, которая состояла из двух пехотных и одной кавалерийской бригад. Мэсси возглавил кавалерийскую бригаду, которая 1 октября 1879 года имела следующий состав:
- (Заместитель Джон Палмер Брэйбзон)
- 1 эскадрон 9-го уланского полка, капитан Батсон.
- 5-й Пенджабский кавалерийский полк, майор Хамонд
- 12-й бенгальский кавалерийский полк, майор Грин
- 14-й бенгальский уланский полк, подполковник Росс.

5 октября передовая бригада Робертса подошла к селению Чарасиаб, а 6 октября началось сражение при Чарасиабе: британская армия атаковала афганцев на оборонительных позициях. Когда противник начал отступать, Робертс поручил Мэсси возглавить отряд в 725 кавалеристов и отрезать афганцам пути к отступлению. С этим отрядом Мэсси обошёл вокруг Кабула и занял Шерпурский кантонмент, в котором захватил 73 орудий и 5 гаубиц.